# Catedral del Sagrado Corazón (Port Vila)
La Catedral del Sagrado Corazón  (en francés: Cathédrale du Sacré-Cœur; en inglés: Cathedral of the Sacred Heart) es un edificio religioso moderno que funciona como la catedral de la Iglesia católica en la localidad de Port Vila, capital del archipiélago y nación de Vanuatu en Oceanía. Es la sede de la diócesis de Port Vila (en latín: Dioecesis Portus Vilensis, creada el 21 de junio de 1966). La iglesia está dedicada al Sagrado Corazón de Jesús.